# Central Solar de Serpa
A construção da central solar de Serpa, com uma potência de 11 megawatts (também conhecida como central solar de Hércules), começou em Maio de 2006 e foi concluída conforme planeado em Janeiro de 2007, ao custo de 58 milhões de euros. A instalação está localizada em Serpa, na região agrícola do Alentejo, em Portugal, 200 quilômetros (120 mi) a sudeste de Lisboa. A usina usa o sistema PowerTracker da subsidiária da SunPower, PowerLight, para seguir o caminho diário do sol no céu e gerar mais eletricidade do que os sistemas convencionais de montagem fixa. A usina fornece eletricidade suficiente para abastecer aproximadamente 8.000 residências.
A central solar de Serpa foi desenvolvida pela empresa portuguesa Catavento e incorpora módulos fotovoltaicos da SunPower, Sanyo, Sharp e Suntech. A General Electric Financial Services forneceu o financiamento para o projeto como parte do seu programa Ecomagination.
Gerando eletricidade a partir do sol sem custos de combustível ou emissões, a usina de Serpa fica em uma encosta de 60 hectares (150 acres) e é um modelo de geração de energia limpa integrada à agricultura. O projeto apoia uma iniciativa da União Europeia ao economizar mais de 30.000 toneladas por ano em emissões de gases de efeito estufa em comparação à geração equivalente de combustíveis fósseis. A UE concordou em reduzir as emissões de gases com efeito de estufa em pelo menos 20% até 2020, em relação aos níveis de 1990.
Portugal depende fortemente de combustíveis fósseis importados, e suas emissões de dióxido de carbono aumentaram 34% desde 1990, uma das taxas mais rápidas do mundo. Para resolver isso, o país está implementando alguns dos incentivos mais avançados do mundo para a instalação de energia renovável. O projeto Serpa conta com uma tarifa preferencial imposta pelo governo português.
A energia solar goza de um amplo apoio em Portugal, com o apoio de 77% da população, de acordo com um estudo da Comissão Europeia publicado em Janeiro de 2007.